# Dysdera xerxesi
Dysdera xerxesi (лат.) — вид аранеоморфных пауков из семейства Dysderidae.
Обнаружен в Иране. Назван в честь Ксеркса I, четвёртого царя-шахиншаха Ахеменидской державы, правившего с 486 по 465 год до н. э.

## Описание
Мелкий паук. Общая длина голотипа самца 4,02 мм. Карапакс 2,14 мм в длину и 1,60 в ширину. Диаметры глаз: передние AME 0,11 мм, заднесрединные PME 0,09 мм, заднебоковые PLE 0,08 мм. Карапакс, стернум, хелицеры, лабиум и максиллы красновато-коричневые. Брюшко кремового цвета, без рисунка. Паутинные железы равномерно кремового цвета. Новый вид отличается от всех своих сородичей, встречающихся в регионе, наличием стилуса (St), округлого срединного гребня (Mc) и широкого заднего апофиза (Ap); ни один из других видов не имеет округлого срединного гребня, а те, у которых есть стилус, имеют маленький задний апофиз. Включён в состав видовой группы Dysdera crocata.

## Распространение
Южный Иран, провинция Бушер, Asaluyeh, 27°20’N, 52°49’E.